# Vilar de Murteda
Vilar de Murteda é uma povoação portuguesa do Município de Viana do Castelo que foi sede da extinta Freguesia de Vilar de Murteda, freguesia que tinha 5,16 km² de área e 214 habitantes (2011), e, por isso, uma densidade populacional de 41,5 hab/km².
A Freguesia de Vilar de Murteda foi extinta (agregada) pela reorganização administrativa de 2012/2013, tendo o seu território sido integrado na então criada União de Freguesias de Nogueira, Meixedo e Vilar de Murteda.

## População
| População da freguesia de Vilar de Murteda | População da freguesia de Vilar de Murteda | População da freguesia de Vilar de Murteda | População da freguesia de Vilar de Murteda | População da freguesia de Vilar de Murteda | População da freguesia de Vilar de Murteda | População da freguesia de Vilar de Murteda | População da freguesia de Vilar de Murteda | População da freguesia de Vilar de Murteda | População da freguesia de Vilar de Murteda | População da freguesia de Vilar de Murteda | População da freguesia de Vilar de Murteda | População da freguesia de Vilar de Murteda | População da freguesia de Vilar de Murteda | População da freguesia de Vilar de Murteda |
| ------------------------------------------ | ------------------------------------------ | ------------------------------------------ | ------------------------------------------ | ------------------------------------------ | ------------------------------------------ | ------------------------------------------ | ------------------------------------------ | ------------------------------------------ | ------------------------------------------ | ------------------------------------------ | ------------------------------------------ | ------------------------------------------ | ------------------------------------------ | ------------------------------------------ |
| 1864                                       | 1878                                       | 1890                                       | 1900                                       | 1911                                       | 1920                                       | 1930                                       | 1940                                       | 1950                                       | 1960                                       | 1970                                       | 1981                                       | 1991                                       | 2001                                       | 2011                                       |
| 337                                        | 328                                        | 329                                        | 342                                        | 340                                        | 342                                        | 240                                        | 317                                        | 377                                        | 360                                        | 306                                        | 298                                        | 277                                        | 247                                        | 214                                        |

| Distribuição da População por Grupos Etários | Distribuição da População por Grupos Etários | Distribuição da População por Grupos Etários | Distribuição da População por Grupos Etários | Distribuição da População por Grupos Etários | Distribuição da População por Grupos Etários | Distribuição da População por Grupos Etários | Distribuição da População por Grupos Etários | Distribuição da População por Grupos Etários | Distribuição da População por Grupos Etários |
| -------------------------------------------- | -------------------------------------------- | -------------------------------------------- | -------------------------------------------- | -------------------------------------------- | -------------------------------------------- | -------------------------------------------- | -------------------------------------------- | -------------------------------------------- | -------------------------------------------- |
| Ano                                          | 0-14 Anos                                    | 15-24 Anos                                   | 25-64 Anos                                   | > 65 Anos                                    |                                              | 0-14 Anos                                    | 15-24 Anos                                   | 25-64 Anos                                   | > 65 Anos                                    |
| 2001                                         | 26                                           | 35                                           | 132                                          | 54                                           |                                              | 10,5%                                        | 14,2%                                        | 53,4%                                        | 21,9%                                        |
| 2011                                         | 18                                           | 17                                           | 109                                          | 70                                           |                                              | 8,4%                                         | 7,9%                                         | 50,9%                                        | 32,7%                                        |